# Zangezurský koridor

Mapa znázorňující polohu koridoru spojujícího Ázerbájdžán s jeho exklávou Nachičevan (zelená šipka nad Arménií)

Zangezurský koridor (arménsky Զանգեզուրի միջանցք, ázerbájdžánsky Zəngəzur dəhlizi) je koncept dopravního koridoru, který se objevil po válce v Náhorním Karabachu v roce 2020 a který prosazovaly především Ázerbájdžán a Turecko jako přímé pozemní spojení mezi pevninským Ázerbájdžánem a jeho nachičevanskou exklávou přes arménskou provincii Sjunik na jihu.
Historicky je arménská oblast Sjunik/Zangezur od rozpadu Ruské říše v roce 1918 předmětem sporů mezi Ázerbájdžánem a Tureckem. Od roku 2021 Ázerbájdžán okupuje části mezinárodně uznaného arménského území, zejména Sjunik. Železniční spojení ze sovětské éry kdysi spojovalo Nachičevan s Ázerbájdžánem přes Arménii, ale to bylo přerušeno během první války o Náhorní Karabach na počátku 90. let. Předchozí návrhy – včetně výměny území v 90. letech a na začátku 21. století – selhaly kvůli silnému domácímu odporu v obou zemích. Spor se vyostřil v roce 2021, kdy ázerbájdžánský prezident Ilham Alijev prohlásil, že Arménie s koridorem souhlasila, a přirovnal jej k Lačinskému koridoru spojujícímu Arménii s Náhorním Karabachem, přičemž pohrozil jeho zřízením vojenskou silou. Arménie nabídla obnovení železničního spojení v rámci širšího odblokování regionálních komunikací, ale odmítla jakékoli uspořádání, které by obcházelo její suverenitu.
Další jednání o možném řešení zprostředkovaly USA a v srpnu 2025 došlo k podpisu výsledné dohody. 

## Dohoda v srpnu 2025
Za účasti prezidenta Spojených států Donalda Trumpa byla v Bílém domě ve Washingtonu podepsána Dohoda o nastolení míru a mezistátních vztahů mezi Arménskou republikou a Ázerbájdžánskou republikou. Mimo jiné se v dokumentu uvádí, že obě země vůči sobě nemají žádné územní nároky, že je ani v budoucnu nevznesou a zdrží se vůči sobě použití síly. Podél společné hranice nemají být rozmístěny ani žádné síly třetích stran. Koridor, který povede jihem Arménie a bude spojovat ázerbájdžánskou exklávu Nachičevan se zbytkem Ázerbájdžánu, má nést název Trumpova cesta k mezinárodnímu míru a prosperitě (TRIPP). Spojené státy budou mít příštích 99 let exkluzivní práva na rozvoj a využívání tohoto koridoru za komerčních podmínek. Dokument podepsali  arménský premiér Nikol Pašinjan a ázerbájdžánský prezident Ilham Alijev.
Koridor, dlouhý 43 kilometrů, sice zůstane pod arménskou jurisdikcí, pozemky by ale byly pronajaty konsorciu amerických firem, které by na nich rozvíjely železniční dopravu, ropovody, plynovody, optické kabely, případně i elektrickou síť.
Dohoda, jejímž cílem je usnadnit obchod i tranzit energie a zároveň snížit ruský, íránský a čínský vliv na jižním Kavkaze, je označována za první součást budoucí mírové dohody mezi Arménií a Ázerbájdžánem. Zastánci dohody v Arménii, Ázerbájdžánu, Turecku a USA ji vnímají jako krok k regionální hospodářské integraci a míru, zatímco Írán a Rusko ji odsuzují jako strategický zásah.